# آنا بيرغر
آنا بيرغر (بالإنجليزية: Anna Berger)‏ هي ممثلة أمريكية، ولدت في 26 يوليو 1922 بمانهاتن في الولايات المتحدة، وتوفيت بنفس المكان في 26 مايو 2014 بسبب مرض.

## أعمال

### أفلام
- (2001) عالم أشباح

## وصلات خارجية
- آنا بيرغر على موقع IMDb (الإنجليزية)
- آنا بيرغر على موقع ألو سيني (الفرنسية)
- آنا بيرغر على موقع أول موفي (الإنجليزية)
- آنا بيرغر على موقع قاعدة بيانات برودواي على الإنترنت (الإنجليزية)
- آنا بيرغر على موقع قاعدة بيانات برودواي على الإنترنت (الإنجليزية)
- آنا بيرغر على موقع قاعدة بيانات الأفلام السويدية (السويدية)
- آنا بيرغر على موقع قاعدة بيانات الفيلم (الإنجليزية)
- آنا بيرغر على موقع كينوبويسك (الروسية)